# Mihaljevići (Republika Serbska)
Mihaljevići (cyr. Михаљевићи) – wieś w Bośni i Hercegowinie, w Republice Serbskiej, w gminie Bratunac. W 2013 roku liczyła 224 mieszkańców.